# Dolichopeza toraja
Dolichopeza toraja är en tvåvingeart som beskrevs av Alexander 1935. Dolichopeza toraja ingår i släktet Dolichopeza och familjen storharkrankar. Inga underarter finns listade i Catalogue of Life.